# Ришом, Жюль
Жюль Ришом (фр. Jules Richomme; 1818, Париж — 1903) — французский художник.

## Биография
Сын художника Жозефа-Теодора Ришома. Первые уроки живописи получил у отца. Поступил в Парижскую академию художеств, где занимался у Мишеля Мартена Дроллинга. С 1833 года выставлялся в Парижском салоне, где выиграл медаль третьего класса в 1840 году и медаль второго класса в 1842 году. Позже в 1850—1852 годах совершенствовался в Италии. Он был другом Шарля Гуно.
Писал на исторические и религиозные темы, жанровые сцены из итальянской народной жизни, пейзажи с видами Рима, Парижа и портреты.
Из его произведений главные:
- Явление Христа св. Мартину (в здании министерства внутренних дел в Париже),
- Обращение Марии Магдалины ко Христу (там же),
- Св. Петр Алькантарский исцеляет больное дитя (в Люксембургском музее),

Автор стенной живописи, фресок в капелле св. Викентия де Поля в парижской церкви св. Северина и большого зала здания палаты сенского суда присяжных.
Экспонировал свои картины с библейскими сценами на парижских выставках с 1839 года.
Его дочь, Жанна Роне (1868—1942), была оперной певицей.

## Галерея
|  |  |  |  |  |